# 18697 Кетгансон
18697 Кетгансон (18697 Kathanson) — астероїд головного поясу, відкритий 20 квітня 1998 року.
Тіссеранів параметр щодо Юпітера — 3,205.